# Vitstrupig tapakul
Vitstrupig tapakul (Scelorchilus albicollis) är en fågel i familjen tapakuler inom ordningen tättingar.

## Utseende
Vitstrupig tapakul liknar mustaschtapakulen, men är mindre och slankare, med längre och mer bjärt roströd stjärt. Vidare har den en stor vitaktig haklapp och varierande mörk tvärbandning på buken.

## Utbredning och systematik
Vitstrupig tapakul delas in i två underarter:
- Scelorchilus albicollis atacamae – förekommer i norra Chile (sydvästra Antofogasta och Atacama till norra Coquimbo)
- Scelorchilus albicollis albicollis – förekommer i centrala Chile (södra Coquimbo till Curicó)

## Levnadssätt
Vitstrupig tapakul är en rätt vanlig men ibland lokalt förekommande fågel i torra buskmiljöer på klippiga sluttningar, ofta med inslag av bambu. Den springer snabbt på marken med rest stjärt, men kan ses sjunga från en upphöjd sittplats i en buske eller på ett klippblock.

## Status
Arten har ett stort utbredningsområde och beståndet anses stabilt. Internationella naturvårdsunionen IUCN listar den därför som livskraftig (LC).